# Medzibrod
Medzibrod (in tedesco Bachbrunn, in ungherese Mezőköz) è un comune della Slovacchia facente parte del distretto di Banská Bystrica, nella regione omonima.

## Storia
Il villaggio è citato per la prima volta nel 1300. Nel 1455 entrò a far parte della Signoria di Ľupča. All'epoca i suoi abitanti erano rinomati produttori di coltelli ed esperti falconieri. Tra il XVII secolo e il XIX secolo conobbe un certo sviluppo industriale per lo sfruttamento delle miniere di ferro dei dintorni. Nel 1946 venne aperta una miniera di antimonio.